# Guro Strøm Solli
Guro Strøm Solli (Bodø, 29 luglio 1983) è un'ex fondista norvegese.

## Biografia
In Coppa del Mondo esordì il 18 febbraio 2004 a Stoccolma (30ª) e ottenne il primo podio il 23 ottobre 2005 a Düsseldorf (2ª).
In carriera prese parte a un'edizione dei  Campionati mondiali, Oberstdorf 2005 (10ª nella sprint).

## Palmarès

### Coppa del Mondo
- Miglior piazzamento in classifica generale: 32ª nel 2007
- 3 podi (2 individuali, 1 a squadre):
  - 1 secondo posto (a squadre)
  - 2 terzi posti (individuali)